# Interes dynastyczny
Interes Dynastyczny - idea polityczna dążąca do przekładania spraw dynastii lub rodu ponad wszystkie inne sprawy. Jednym z takich przykładów jest, dążenie Habsburgów do władzy w Europie w sposób zawierania sojuszy i małżeństw z przedstawicielami innych dynastii i rodów. 